# Districtele Sudanului

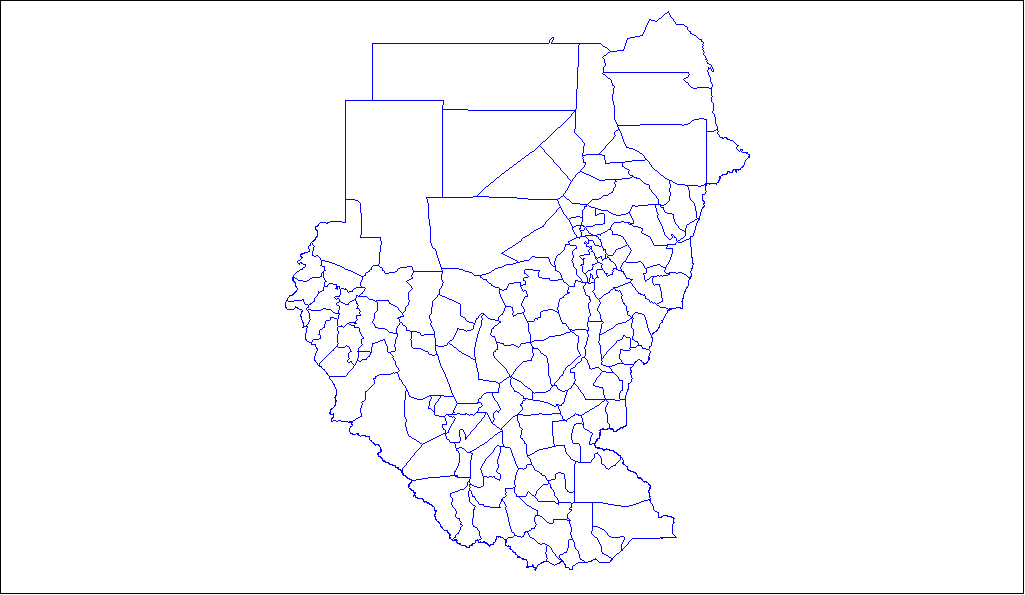
Districtele Sudanului

Înainte de proclamarea independenței Sudanului de Sud, statele Sudanului erau împărțite în 133 de districte.
Mai jos sunt listate districtele Sudanului, după stat:

## Al Jazirah

Districtele din Al Jazirah

1. Districtul Al Kamlin
2. Districtul Sharq al Gazera
3. Districtul North al Gazera
4. Districtul Al Mahagil
5. Districtul South al Gazera
6. Districtul Um Al Gura
7. Districtul East al Gazera

## Al Qadarif

Districts of Al Qadarif

1. Districtul Al Faw
2. Districtul Al Gadaref
3. Districtul Al Rahd
4. Districtul Al Galabat

## Nilul Albastru

Districts of Blue Nile

1. Districtul Ad Damazin
2. Districtul Al Roseires
3. Districtul Geissan
4. Districtul Baw
5. Districtul Al Kurumik

## Kassala

Districts of Kassala

1. Districtul Seteet
2. Districtul Nahr Atbara
3. Districtul Kassala
4. Districtul Al Gash
5. Districtul Hamashkorieb
6. Districtul Al Fushqa

## Khartoum

Districts of Khartoum

1. Districtul Khartoum
2. Districtul Um Badda
3. Districtul Omdurman
4. Districtul Karary
5. Districtul Khartoum Bahri
6. Districtul Sharg En Nile
7. Districtul South Khartoum

## Statul Darfur de Nord

Districts of North Darfur

1. Districtul Mellit
2. Districtul Kutum
3. Districtul Kabkabiya
4. Districtul Al Fasher
5. Districtul Um Kadada

## Statul Kordofan de Nord

Districts of North Kurdufan

1. Districtul Sowdari
2. Districtul Jebrat al Sheikh
3. Districtul Sheikan
4. Bara
5. Districtul Um Rawaba
6. Districtul En Nuhud
7. Districtul Ghebeish

## Northern

Districts of Northern Sudan

1. Districtul Wadi Halfa
2. Districtul Dongola
3. Districtul Merawi
4. Districtul Addabah

## Red Sea

Districts of Red Sea

1. Districtul Halayeb
2. Districtul Port Sudan
3. Districtul Sinkat
4. Districtul Tokar

## River Nile

Districts of River Nile

1. Districtul Abu Hamad
2. Districtul Berber
3. Districtul Ad Damer
4. Districtul Atbara
5. Districtul Shendi
6. Al Matammah

## Sennar

Districts of Sennar

1. Districtul Sennar
2. Singa
3. Districtul Ad Dinder

## Statul Darfur de Sud

Districts of South Darfur

1. Districtul Kas
2. Districtul Edd al Fursan
3. Districtul Nyala
4. Districtul Shearia
5. Districtul Al Deain
6. Districtul Adayala
7. Districtul Buram
8. Districtul Tulus
9. Districtul Rehed al Birdi

## Statul Kordofan de Sud

Districts of South Kurdufan

1. Dilling
2. Districtul Rashad
3. Districtul Abu Jubaiyah
4. Districtul Talodi
5. Districtul Kadugli
6. Districtul Lagawa
7. Districtul As Salam
8. Districtul Abyei

## Statul Darfur de Vest

Districts of West Darfur

1. Districtul Kulbus
2. Districtul Al Geneina
3. Districtul Zallingi
4. Districtul Jebel Marra
5. Districtul Habillah
6. Districtul Wadi Salih
7. Districtul Mukjar

## Nilul Alb

Districts of White Nile

1. Districtul Ad Douiem
2. Districtul Al Gutaina
3. Districtul Kosti
4. Districtul Al Jabalian

## Foste districte dinSudanul de Sud

### Central Equatoria

Districts of Bahr al Jabal

Note: These districts have been superseded by counties; see Counties of South Sudan
1. Districtul Terkaka
2. Juba
3. Yei
4. Districtul Kajo Kaii

### East Equatoria

Districts of East Equatoria

Note: These districts have been superseded by counties; see Counties of South Sudan
1. Districtul Magwi
2. Districtul Amatonge
3. Districtul Shokodom
4. Districtul Kapoeta

### Jonglei

Districts of Junqali

Note: These districts have been superseded by counties; see Counties of South Sudan
1. Districtul Fam al Zaraf
2. Districtul Ayod
3. Districtul Wat
4. Districtul Akobo
5. Districtul Bor
6. Districtul Pibor

### Lakes

Districts of Lakes

Note: These districts have been superseded by counties; see Counties of South Sudan
1. Districtul Shobet
2. Districtul Rumbek
3. Districtul Yerol
4. Districtul Aliab

### North Bahr al Ghazal

Districts of North Bahr al Ghazal

Note: These districts have been superseded by counties; see Counties of South Sudan
1. Districtul Aryat
2. Districtul Aweil
3. Districtul Wanjuk
4. Districtul Malek

### Unity

Districts of Unity

Note: These districts have been superseded by counties; see Counties of South Sudan
1. Districtul Al Mayom
2. Districtul Rabkona
3. Districtul Faring
4. Districtul Al Leiri

### Upper Nile

Districts of Upper Nile

Note: These districts have been superseded by counties; see Counties of South Sudan
1. Districtul Tonga
2. Districtul Fashooda
3. Districtul Malut
4. Districtul Al Renk
5. Districtul Al Mabien
6. Districtul Mayot
7. Districtul Sobat
8. Districtul Baleit

### Warab

Districts of Warab

Note: These districts have been superseded by counties; see Counties of South Sudan
1. Districtul Nahr Lol
2. Districtul Gogrial
3. Districtul Warab
4. Districtul Tonj

### West Bahr al Ghazal

Districts of West Bahr al Ghazal

Note: These districts have been superseded by counties; see Counties of South Sudan
1. Districtul Raja
2. Districtul Wau
3. Districtul Nahr Jur

### West Equatoria

Districts of West Equatoria

Note: These districts have been superseded by counties; see Counties of South Sudan
1. Districtul Tombura
2. Districtul Yambio
3. Districtul Meridi
4. Districtul Mundri